# Хашем, Джо
Джозеф Хашем (англ. Joseph Hachem; араб. جوزف هاشم‎; род. 11 марта 1966, Ливан) — профессиональный игрок в покер, победитель главного турнира Мировой серии покера в 2005 году. Живёт в Австралии, куда его семья переехала в 1972 году. Женат, отец четверых детей.

## Карьера
Карьеру профессионального игрока начал в 2000 году в казино Мельбурна. В 2005 принял участие в главном турнире WSOP. Сначала он занял 10 место в турнире по безлимитному холдему, выиграв 25 850 $, а затем одержал победу в главном событии турнира, обойдя 5618 игроков и получив 7 500 000 $. В финальной руке его 7♣ 3♠ оказались сильнее A♦ 3♣ Стива Данненманна.
В отличие от двух предыдущих победителей — Грега Раймера и Криса Манимейкера — Хашем не проходил квалификацию в интернете, а участвовал в турнире за полный бай-ин.
- В 2006 году Хашем занял второе место в турнире по безлимитному холдему на коротких столах, четвёртое место на турнире по холдему с пот-лимитом и занял 238 место в главном турнире WSOP. В декабре того же года он выиграл свой первый титул Мирового покерного тура в Лас-Вегасе.
- В 2007 году Хашем одержал победы в телевизионном турнире «Poker After Dark» и турнире Азиатско-тихоокеанского покерного тура.
- В 2008 году Хашем занял 11 место на финальном турнире Европейского покерного тура в Монте-Карло.

По состоянию на 2008 год сумма призовых Хашема составила 10 700 000 $. Кроме того, наряду с Дойлом Брансоном, Карлосом Мортенсеном, Скотти Нгуеном и Дэном Харрингтоном, является одним из пяти игроков, одержавших победы на главном турнире WSOP и главном турнире мирового тура. На турнирах представляет команду сайта Pokerstars.